# Тара (Саґа)

33°1′10″ пн. ш. 130°10′45″ сх. д. / 33.01944° пн. ш. 130.17917° сх. д.
Тара (яп. 太良町) — містечко в Японії, в повіті Фудзіцу префектури Саґа.